# Takuya Mikami
Takuya Mikami (三上 卓哉 Mikami Takuya?), född 13 februari 1980 i Saitama prefektur, är en japansk före detta fotbollsspelare.
Mikami började sin karriär 2002 i Urawa Reds. Med Urawa Reds vann han japanska ligacupen 2003. 2004 flyttade han till Kyoto Purple Sanga (Kyoto Sanga FC). Efter Kyoto Sanga FC spelade han för Ehime FC. Han avslutade karriären 2011.